# Bleomicina
La bleomicina és un medicament emprat per a tractar el càncer, en particular el limfoma de Hodgkin, limfoma no hodgkinià, el càncer de testicle, càncer d'ovari, i el càncer cervical, entre d'altres. Normalment s'utilitza amb altres quimioterapèutics, es pot donar per via intravenosa, intramuscular o subcutània. També es pot administrar dins del tòrax per a intentar impedir la recurrència d'un embassament pleural causat per un càncer; tanmateix el talc es considera una opció terapèutica millor.
Els efectes secundaris més comuns inclouen febre, pèrdua de pes, vòmit, i erupcions cutànies. Són possibles les reaccions severes d'anafilaxi. També pot causar inflamació pulmonar que pot resultar en fibrosi pulmonar. Es recomanen fer radiografies de tòrax cada parell de setmanes per a vigilar aquesta complicació. La bleomicina pot causar mal al fetus si s'utilitza durant l'embaràs. Es pensa que funciona principalment impedint la creació d'ADN.
La bleomicina va ser descoberta en 1962. És en la Llista model de Medicaments Essencials de l'Organització Mundial de la Salut. És disponible com a medicament genèric. És produïda pel bacteri Streptomyces verticillus.

## Usos medicinals
La bleomicina s'usa majoritàriament per a tractar alguns tipus de càncer com el limfoma de Hodgkin, el càncer de testicle, càncer d'ovari, i menys comunament el limfoma no hodgkinià, i el càncer cervical. Normalment s'utilitza en combinació amb altres quimioterapèutics, i es pot donar per via intravenosa, intramuscular o subcutània.
També es pot utilitzar dins del tòrax per a ajudar a impedir la recurrència d'un embassament pleural a causa del càncer. No obstant això, per a la pleurodesi el talc sembla ser una opció millor. Tot i el seu ús potencial contra les infeccions bacterianes, la seua toxicitat impedeixen el seu ús amb aquesta finalitat. Ha estat estudiat en el tractament de berrugues però no és clar el seu benefici.

## Efectes adversos
Els efectes adversos més comuns són símptomes gripals com la febre, erupcions cutànies, dermatografisme, hiperpigmentació de la pell, alopècia (pèrdua de cabell), calfreds, i fenomen de Raynaud (decoloració dels dits). També s'ha trobat que la bleomicina interefereix amb el sentit del gust.
La complicació més seriosa de la bleomicina, que ocorre amb l'acumulació de les dosis, és la fibrosi pulmonar i la disminució de la funció pulmonar. S'ha suggerit que la bleomicina indueix sensibilitat a la toxicitat d'oxigen i estudis recents apunten al paper de les citocines inflamatòries IL-18 i IL-1beta en el seu mecanisme.
La bleomicina no ha d'excedir una dosi vital superior a 400 unitats. Les toxicitats pulmonars són més comunes damunt d'aquesta dosi. Qualsevol tractament anterior amb bleomicina s'haurà de reportar a l'anestesista previ a qualsevol procediment que requerisca anestèsia general. Per sensibilitat a l'oxigen de la bleomicina, i la possible probabilitat superior de desenvolupar fibrosi pulmonar després de rebre teràpia d'oxigen suplementari, s'ha posat en qüestió si els pacients haurien de participar en activitats de submarinisme després d'haver rebut tractament amb aquest medicament.

## Mecanisme d'acció
La bleomicina, una proteïna de ferro no hemàtica, actua amb la inducció de trencament de cadenes de l'ADN. Alguns estudis suggereixen que la bleomicina també inhibeix la incorporació de timidina en les cadenes d'ADN. El lligam a l'ADN de la bleomicina és dependent de l'oxigen i dels ions de metall, almenys in vitro.
No es coneix exactament el mecanisme d'escisió de la cadena d'ADN, però s'ha suggerit que la bleomicina quela els ions metàl·lics (principalment els de ferro), produent un pseudoenzim que reacciona amb l'oxigen per a produir radicals lliures de superòxid i hidròxid que es lliguen al ADN. Una hipòtesi alternativa diu que la bleomicina pot lligar-se a llocs específics de la cadena d'ADN i indueix els talls restant l'atom d'hidrogen de la base, resultant en la unió a la cadena a mesura que la base experimenta una redistribució de tipus Criegee o forma una lesió alkali-làbile. A més a més, aquests complexos també medien la peroxidació lípidica i l'oxidació d'altres molècules cel·lulars.
Per això, la bleomicina és utilitzada en combinació amb doxorubicina en el limfoma de Hodgkin, ja que tenen efectes additius i complementaris en l'ADN. La doxorubicina actua intercalant-se entre cadenes d'ADN, i també en l'enzim de la topoisomerasa II relaxant els complexos de topoisomerasa.

## Biosíntesi
La bleomicina és un pèptid no ribosòmic que és un producte natural híbrid entre pèptid-Policètid. La base pèptid/policètid/pèptid de l'aglucona de la bleomicina és reunida per la megasintetasa de la bleomicina, feta tant de mòduls de peptidosintetasa no ribosòmica (NRPS) com de sintentasa de policètid (PKS). El pèptids no ribosòmics i els policètids se sintetitzen dels aminoàcids i àcids carboxílics per les NRPSs com les PKSs, respectivament. Aquestes NRPSs i PKSs utilitzen estratègies semblants per a l'assamblament d'aquestes dues classes distintes de productes naturals. Tant les NRPs i les PKSs de tipus I s'organitzen en mòduls. Les variacions estructurals del pèptid resultant i els products dels policètids són determinats pel número i ordre de mòduls en cada proteïna de NRPS i PKS.
La biosíntesi de l'aglucona de la bleomicina es pot visualitzar en tres etapes:
1. Formació mediada de NRPS de P-3A des de Ser, Asn, His i Ala
2. Allargament mediat per PKS de P-3A per malonil-CoA i AdoMet per a donar P-4
3. Allargament mediat per NRPS de P-4 per Thr a P-5 que és consegüentment allargat per β-Ala, Cys, i Cys per a obtenir P-6m.

Basant-se en l'estructura de la bleomicina, i les funcions deduïdes dels dominis individuals de NRPS i PKS i els seus mòduls, es va proposar un model linear per a la plantilla de construcció (dissenyada per la megasintetasa de bleomicina) de l'aglucona pèptid/policètid/pèptid basada en nou aminoàcids i un acetat.
La biosíntesi de la bleomicina és completada per la glicosilació dels aglucons. Els anàlegs naturalment ocorrents de la bleomicina tenen de dos a tres molècules de sucre, i s'ha investigat l'activitat d'aquests anàlegs, principalment per la relaxació dels plàsmids i assajos de break light mol·leculars

## Història
La bleomicina va ser descoberta en 1962 quan el científic japonès Hamao Umezawa va trobar activitat anticàncer mentre buscava filtrats de cultius d'Streptomyces verticillus. Umezawa va publicar la seva troballa en 1966. El medicament va ser llançat al Japó per Nippon Kayaku en 1969. Dins els EUA, la bleomicina va ser aprovada per la FDA en juliol de 1973. Era inicialment comercialitzada dins els EUA pel precursor de Bristol-Myers Squibb, Bristol Laboratories, sota el nom de marca Blenoxane.

## Recerca
La bleomicina és utilitzada en recerca científica per a induir fibrosi pulmonar en ratolins.